# Svabita
La svabita és un mineral de la classe dels arsenats que pertany al grup de l'apatita. Va ser anomenada per Hjalmar Sjögren en honor d'Anton von Swab (29 de juliol de 1703, Fahlun, Suècia - 18 de gener de 1768, Estocolm, Suècia), un químic i mineròleg. El 1891, Sjögren va anomenar i descriure la svabita com un nou mineral trobat a Harstigen, Värmland, Suècia. El 1892 es va trobar svabita a la mina de Jakobsberg, també a Suècia. En aquella època no es podien diferenciar els minerals pel seu contingut majoritari en flúor o grups OH; això va suposar que posteriorment es comprovés que el mineral trobat a Harstigen no era realment svabita (rica en flúor) sinó que era johnbaumita (rica en grups OH). Per tant, alguns autors (Biagioni & Pasero 2013) consideren que la localitat tipus per la svabita hauria de passar de ser Harstigen a ser Jakobsberg.
Segons la classificació de Nickel-Strunz pertany a «08.BN - Fosfats, etc. amb anions addicionals, sense H₂O, només amb cations de mida gran, (OH, etc.):RO₄ = 0,33:1» juntament amb els següents minerals: aradita, magganasita, fluorpiromorfita, fluorsigaiïta, fluoralforsita, alforsita, belovita-(Ce), clorapatita, mimetita-M, johnbaumita-M, fluorapatita, hedifana, hidroxilapatita, johnbaumita, mimetita, morelandita, piromorfita, fluorstrofita, turneaureïta, vanadinita, belovita-(La), deloneïta, fluorcafita, kuannersuïta-(Ce), hidroxilapatita-M, fosfohedifana, hidroxilpiromorfita, estronadelfita, fluorfosfohedifana, carlgieseckeïta-(Nd), vanackerita, miyahisaïta, pieczkaïta, hidroxilhedifana, pliniusita, parafiniukita, arctita, krügerita i goryainovita.